# Simbolo di Marte
Il simbolo di Marte, indicato graficamente con ♂, è il simbolo astronomico del pianeta Marte.
La convinzione diffusa è che il simbolo rappresenti la lancia e lo scudo del dio Marte; secondo alcuni autori, invece, questi è un'evoluzione della lettera greca Theta (Θ), iniziale di Θούρος (Thouros), nome in greco antico del pianeta.
Altri significati del simbolo, derivati dall'originario astronomico, sono:
- il dio Marte in mitologia;
- il sesso maschile, sia di persone, che di animali;
- il ferro in alchimia.

Il carattere ♂ è rappresentato dal codice Unicode "U+2642". Nelle mappature personalizzate delle tastiere, viene talvolta associato al tasto ";", simbolicamente legato ai cromosomi XY, in contrapposizione al ":", associato ai cromosomi XX per il simbolo ♀. Questa configurazione si ottiene spesso utilizzando un tasto modificatore, come Alt Gr o Alt Gr+⇧ Maiusc.